# 上野唯泰
上野 唯泰（うえの ただやす、1953年3月15日 - ）は、日本の実業家。株式会社インテック取締役会長を務めた。

## 人物・経歴
富山県出身。1976年金沢大学工学部電子工学科卒業、インテック入社。1996年第三金融システム部長。2000年新海外プロジェクトチーム統括プロジェクトマネージャー。2002年第一金融システム部長。2004年Metro計画推進本部副本部長。2005年東京業務部長。2007年執行役員経営管理本部長。2007年執行役員人事部長。2011年取締役人事部長。
2013年アイ・ユー・ケイ取締役副社長。2015年常務取締役総務部・秘書室・東京総務部担当。2017年取締役常務執行役員コーポレート、内部統制、コンプライアンス、リスク管理、情報セキュリティ担当、業務管理本部長。2018年から取締役会長を務め、働き方改革にあたった。2019年体調不安のため常任顧問に退いた。